# أوين وليامز (لاعب كرة مضرب)
أوين وليامز (بالإنجليزية: Owen Williams)‏ هو لاعب كرة مضرب جنوب أفريقي، ولد في 23 يونيو 1931 في Dutywa ‏ في جنوب أفريقيا.

## وصلات خارجية
- أوين وليامز على موقع رابطة محترفي التنس (الإنجليزية)